# Ocymyrmex cavatodorsatus
Ocymyrmex cavatodorsatus är en myrart som beskrevs av Prins 1965. Ocymyrmex cavatodorsatus ingår i släktet Ocymyrmex och familjen myror. Inga underarter finns listade i Catalogue of Life.